# Hilarempis moreirai
Hilarempis moreirai är en tvåvingeart som beskrevs av Brethes 1924. Hilarempis moreirai ingår i släktet Hilarempis och familjen dansflugor. Inga underarter finns listade i Catalogue of Life.